# Rimanenza
In fisica, la rimanenza è il valore di magnetizzazione di un materiale ferromagnetico a campo magnetico esterno nullo.
Tutte le proprietà magnetiche fondamentali di un materiale ferromagnetico possono essere lette sul ciclo d'isteresi, un grafico che riporta in ascissa il campo magnetico esterno H (A/m) e in ordinata la magnetizzazione (A/m oppure emu/cm3) o il momento magnetico (emu) oppure ancora l'induzione magnetica J (T). In particolare le rimanenze sono i punti d'intersezione del ciclo con l'asse delle ordinate, a campo nullo.
Quando un materiale presenta alta rimanenza significa che le sue caratteristiche strutturali e morfologiche lo rendono tale da avere elevata magnetizzazione netta in condizioni di minima energia (a campo esterno nullo); un esempio di tale materiale è il magnete permanente, la cui rimanenza presenta un valore del tutto paragonabile alla saturazione. Bassa rimanenza per contro indica che il materiale in oggetto assume un comportamento maggiormente suscettibile nei confronti del campo magnetico esterno.